# Kniender Jüngling

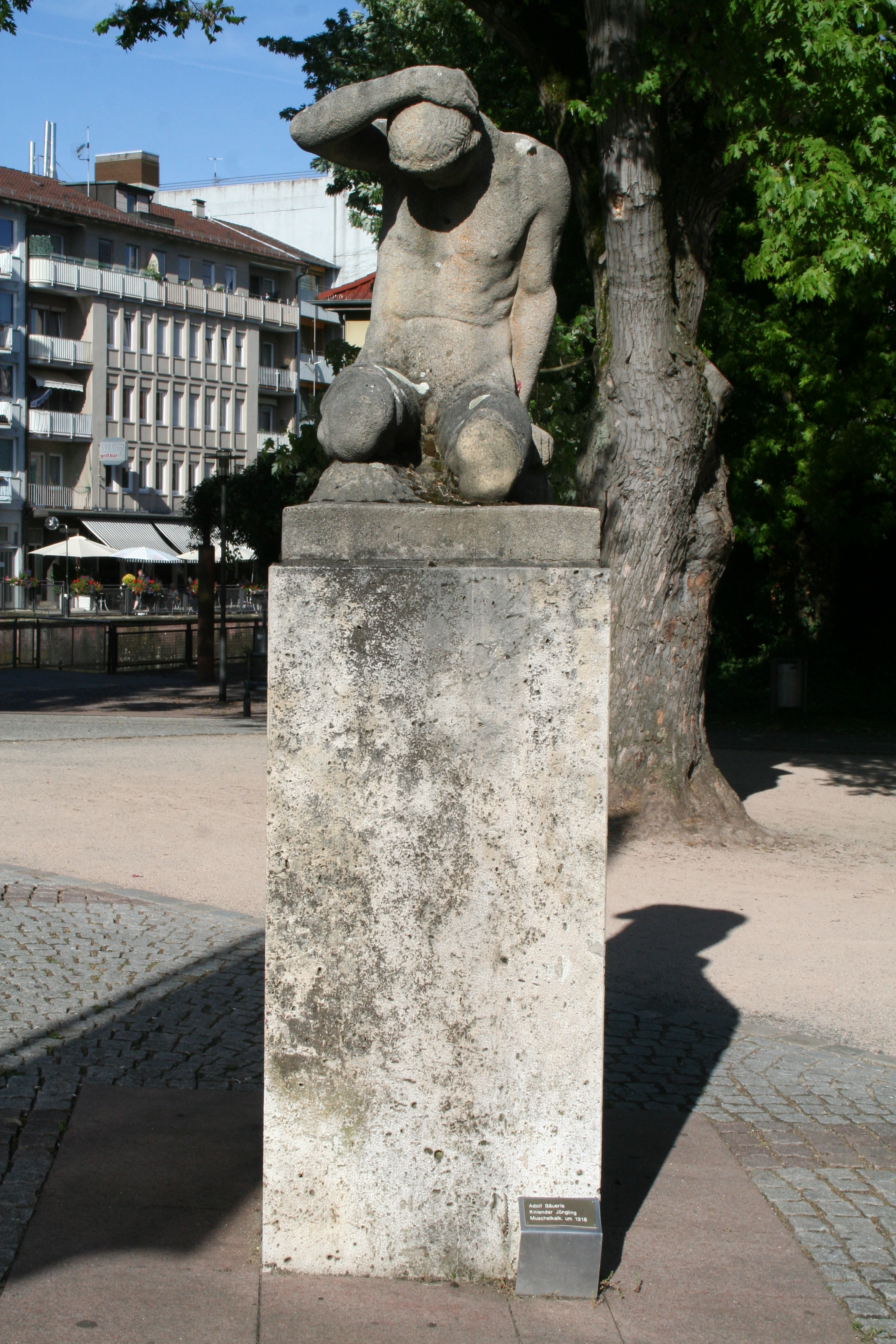
Kniender Jüngling (Figur)

Der kniende Jüngling ist eine Skulptur, die von 1918 bis 1945 an der Ecke Hohlstraße/Dillweißerstraße in Pforzheim stand. Heute steht die Figur an der Jörg-Ratgeb-Straße in der Grünanlage südlich der Roßbrücke in Pforzheim. Das von Emil Bäuerle geschaffene Werk ist als Kulturdenkmal klassifiziert.

## Geschichte
Bäuerle absolvierte zunächst das Seminar in Karlsruhe. In den Jahren 1901 bis 1904 ging er auf die Karlsruher Kunstgewerbeschule, wo er sein Studium mit dem Zeichenlehrerexamen abschloss. Er arbeitete zunächst als Hilfslehrer an der Pforzheimer Kunstgewerbeschule in Pforzheim. Diese Stelle wurde 1912 in eine Lehrerstelle umgewandelt. 1920 ging er vorzeitig in den Ruhestand und verließ die Stadt Pforzheim. Sein Grundstück mit seinem Atelier und Haus veräußerte Bäuerle an den Schuhhändler Suß.

## Beschreibung
Die lebensgroße Plastik wurde von dem Pforzheimer Bildhauer Emil Bäuerle (* 1881 in St. Georgen im Schwarzwald; † 1952) in den Jahren 1917 bis 1918 geschaffen. 
Die Figur schmückte früher den „Jünglingsbrunnen“, der als „Erinnerung an den Ersten Weltkrieg“ vor der 1876 an der Hohl-/Schwarzwaldstraße erbauten Schwarzwaldschule stand. Die ehemalige Brunnenfigur zeigt einen „niederknienden Krieger“ aus Muschelkalk. Die Figur wurde als „Kriegserinnerung“ an den Ersten Weltkrieg gestiftet. Es war für die „damalige Zeit neuartige künstlerische Aussage der mahnenden Erinnerung an das millionenfache Leid der Soldaten im Ersten Weltkrieg“. Die Figur des „zu Boden sinkenden Kriegers“ hält eine Hand über den gesenkten Kopf. Mit dieser „Geste der Schutzlosigkeit und Trauer“ hat sich Bäuerle von damals geläufigen Formen des heroisierenden Kriegerdenkmals distanziert. Die Figur hat damit den „Charakter des Mahnmals“. Somit erinnert das Werk Bäuerles an die Werke von Käthe Kollwitz und Ernst Barlach. Das Werk steht somit in der „Tradition mahnender Denkmäler, die an den verlorenen Krieg und das maßlose Leid der Menschen erinnern“ soll.